# Lorenzo Ferro
Lorenzo "Toto" Ferro (nascido em 9 de novembro de 1998) é um ator, cantor e compositor argentino. Ganhou reconhecimento por interpretar Robledo Puch no filme El ángel, de 2018. Seus papéis na televisão incluem Cristian Pardo na terceira temporada de El Marginal (2019) e Alex Hodoyan na terceira temporada de Narcos: México (2021). Ferro lança músicas sob o nome artístico de Kiddo Toto. Lançou dois álbuns de estúdio: Resfriado (2019) e Mansión helada (2021).

## Juventude
Lorenzo Ferro nasceu em 9 de novembro de 1998 em Buenos Aires. É o filho mais velho do ator Rafael Ferro e da figurinista Cecilia Allassia. Ele cresceu em Belgrano. Ele frequentou uma escola católica local para estudar o ensino fundamental e, mais tarde, foi para o Instituto Judaico ORT para cursar o ensino médio. Ele participou de batalhas improvisadas de rap com seus amigos sob o nome de "Toto". Estudou atuação teatral com Alejandro Catalán.

## Filmografia

### Cinema
| Ano  | Título              | Personagem   | Notas           |
| ---- | ------------------- | ------------ | --------------- |
| 2018 | El ángel            | Robledo Puch | Papel principal |
| 2024 | Simón de la montaña | Simón        | Papel principal |

### Televisão
| Ano  | Título         | Personagem           | Notas           |
| ---- | -------------- | -------------------- | --------------- |
| 2019 | El Marginal    | Cristian Pardo       | Papel principal |
| 2021 | Narcos: México | Alex Hodoyan         | Papel principal |
| 2022 | Fanático       | Lázaro/Salva Quimera | Papel principal |

## Discografia

### Álbuns de estúdio
| Título         | Detalhes                                                                                    |
| -------------- | ------------------------------------------------------------------------------------------- |
| Resfriado      | *Lançado: 15 de março de 2019 - Rótulo: Auto-lançado - Formato: download digital, streaming |
| Mansión helada | *Lançado: 2 December 2021 - Rótulo: Auto-lançado - Formato: download digital, streaming     |

### Singles

#### Como artista principal
| Título                                                    | Ano  | Posições de pico no gráfico | Álbum         |
| Título                                                    | Ano  | ARG                         | Álbum         |
| --------------------------------------------------------- | ---- | --------------------------- | ------------- |
| "Choqué el auto e papá"                                   | 2018 | —                           | Resfriado     |
| "Pary 10" (com Gandu)                                     | 2019 | —                           | Resfriado     |
| "Kiddo Toto: Bzrp Music Sessions, Vol. 11" (com Bizarrap) | 2019 | —                           | Single avulso |
| "Two 1 Two" (com Cieloazul)                               | 2019 | 72                          | Single avulso |
| "Scoco" (com Louta e Bhavi)                               | 2020 | —                           | Single avulso |
| "Jordan" (com Lucho SSJ)                                  | 2020 | —                           | Single avulso |
| "Waxxa" (com Oniria, Big Soto e Jesse Baez)               | 2020 | —                           | Single avulso |
| "Caen" (com Cieloazul)                                    | 2020 | —                           | Single avulso |
| "Mucho" (com Malena Villa)                                | 2020 | —                           | Single avulso |
| "Penas idiotas"                                           | 2021 | —                           | Single avulso |

#### Como artista em destaque
| Título                                            | Ano  | Álbum      |
| ------------------------------------------------- | ---- | ---------- |
| "Jaguar" (Cieloazul apresentando Kiddo Toto)      | 2020 | Selva      |
| "El mejor" (Elio Toffana apresentando Kiddo Toto) | 2022 | Shock Wave |

### Participações especiais
| Título   | Ano  | Outro(s) artista(s) | Álbum  |
| -------- | ---- | ------------------- | ------ |
| "Tiempo" | 2020 | Gandu               | Tiempo |

## Prêmios e indicações
| Ano  | Associações                                                      | Categoria                        | Nomeações   | Resultado |
| ---- | ---------------------------------------------------------------- | -------------------------------- | ----------- | --------- |
| 2018 | Premios Fénix                                                    | Melhor atuação masculina         | El ángel    | Venceu    |
| 2018 | Festival Internacional do Novo Cinema Latino-Americano de Havana | Melhor Ator                      | El ángel    | Venceu    |
| 2018 | New Mexico Film Critics                                          | Melhor Ator Jovem                | El ángel    | Indicado  |
| 2019 | Prêmio Platino                                                   | Melhor Ator                      | El ángel    | Indicado  |
| 2019 | Premios Cóndor de Plata                                          | Revelação masculina              | El ángel    | Venceu    |
| 2019 | Seattle International Film Festival                              | Melhor Ator                      | El ángel    | Indicado  |
| 2019 | Premios Sur                                                      | Melhor Ator Revelação            | El ángel    | Venceu    |
| 2019 | Premios Notirey                                                  | Revelação masculina na televisão | El Marginal | Indicado  |
| 2019 | Produ Awards                                                     | Ator Revelação                   | El Marginal | Venceu    |